# Warhammer Quest
Warhammer Quest – jeden ze starszych przedstawicieli wielkiej rodziny systemów figurkowych firmy Games Workshop. Mimo że firma dawno zaprzestała jej produkcji i wspierania, gra nadal jest popularna dzięki swym wiernym fanom. Warhammer Quest jest dość nietypowym systemem figurkowym, jak na grę osadzoną w uniwersum Warhammera, gdyż nie prowadzi się tam do boju wielkich armii, a jedynie jednego bądź kilku herosów, którzy przeszukując ponure lochy walczą z bestiami i odnajdują zagubione skarby. Jest to system najbardziej zbliżony do idei gier RPG. Wcześniejsza wersja tej gry (lata 80. XX wieku) nosiła nazwę Hero Quest. 
W roku 1999 wydawca Games Workshop wypuścił na rynek podobną grę, która nosi tytuł Mordheim. W styczniu 2015 wydano grę komputerową, dostępną w serwisie Steam